# Max Dennert
Max Dennert (* 13. März 1861 in Friedeberg (Neumark); † 29. September 1922 in Berlin) war ein deutscher Bildhauer.

## Leben

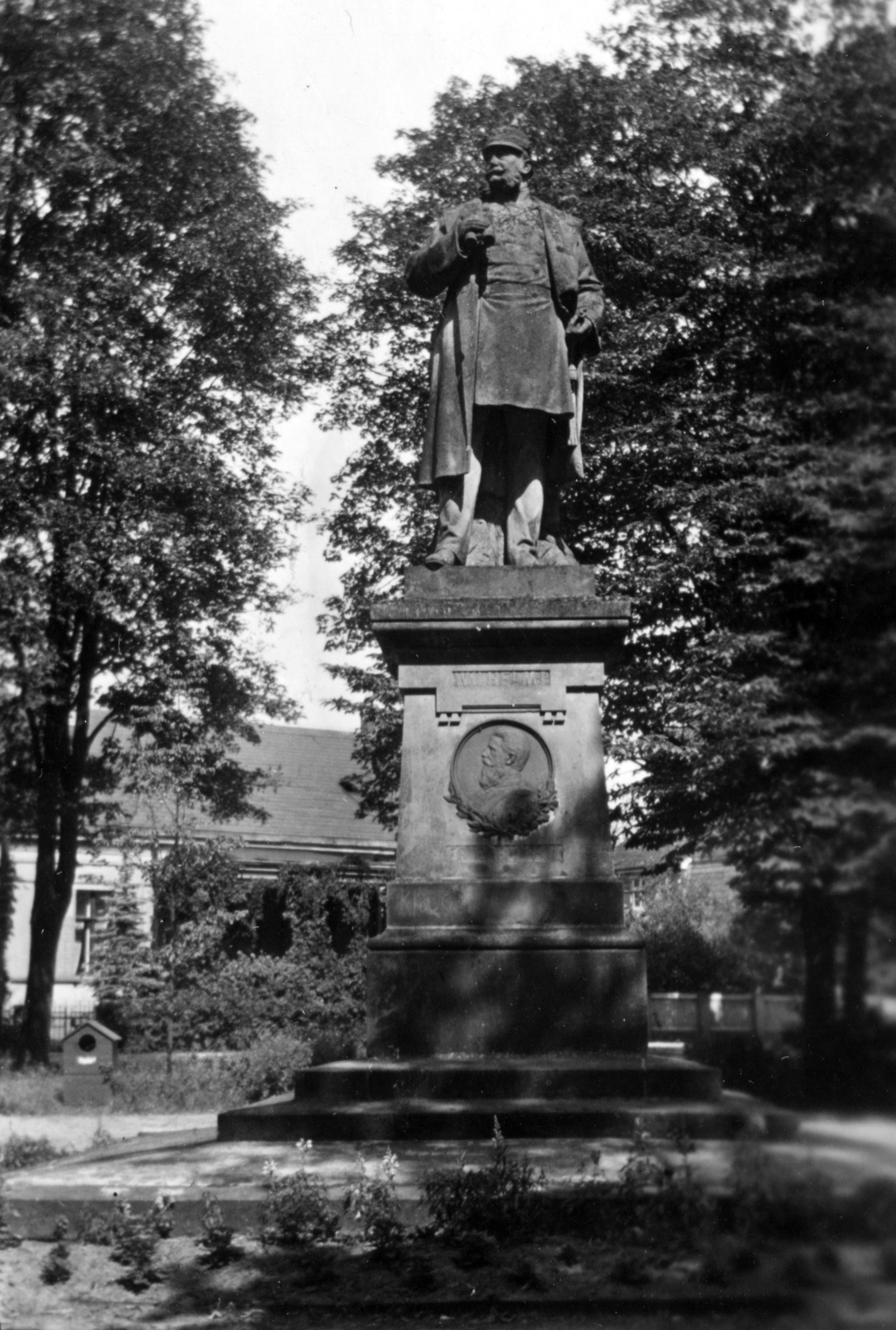
Denkmal für Kaiser Wilhelm I. in Friedeberg (Neumark) auf einer Fotografie aus dem Jahr 1940

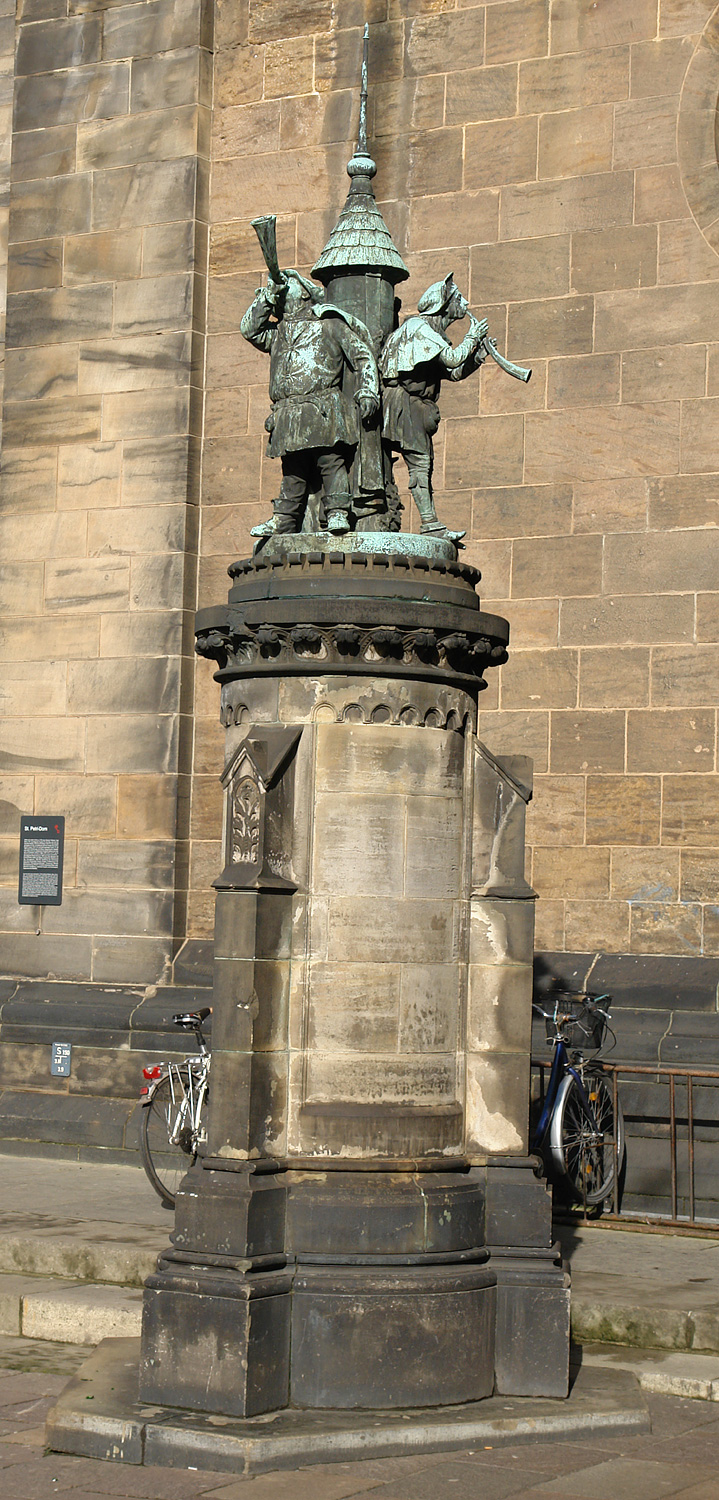
Turmbläserbrunnen in Bremen

Max Dennert war wie Ludwig Noster der Sohn eines Friedeberger Tischlermeisters. Die Bildhauerwerke in der heimischen Kirche gaben beiden erste Anregungen, verschiedene Ornamente und Skulpturen zu kopieren. Dennerts Jugend verlief zunächst wie die seines Freundes Noster. Obwohl ihn ein innerer Drang zur Kunst zog, musste er sich doch den Verhältnissen anpassen und das Handwerk seines Vaters erlernen.
Nach Ablauf seiner Lehrzeit ging er nach Berlin – mit dem Wunsch, irgendwann einmal seine Künstlerträume zu verwirklichen. Die Kunstwerke, die sich ihm in Berlin darboten, verstärkten den Wunsch Bildhauer zu werden. Er erlernte zunächst aus eigenem Antrieb die Holzbildhauerei und durchwanderte Deutschland. In München, Nürnberg, Augsburg, Köln und anderen, an mittelalterlicher Kunst reichen Städten, richtete sich sein Geist wieder auf sein Ziel aus, Bildhauer zu werden. Durch Fleiß und Entbehrung sparte er sich eine ausreichende Summe Geldes an.
In Hannover bekam er die Gelegenheit, die Zeichenklasse des Polytechnikums unter Friedrich Kaulbachs Leitung zu besuchen. Obwohl er in Hannover den Preis in der Zeichenklasse erhielt, zog er wieder nach Berlin. Er trat als Student in die Berliner Kunstakademie ein, durchlief die Zeichenklassen und arbeitete längere Zeit in der Modellierklasse von Albert Wolff. Er half neben seinen eigenen Studien gelegentlich Wolff bei dessen größeren Arbeiten.
Danach ging er in das Meisteratelier von Ernst Herter, bei dem er ein Porträtrelief Kaiser Wilhelms I. schuf, das 1888 auch in Friedeberg ausgestellt wurde. Dadurch wurde seine Gabe auch in seiner Vaterstadt erkannt und man beauftragte ihn damit, das Friedeberger Kaiser-Wilhelm-I.-Denkmal zu gestalten. Geschaffen aus schlesischem Warthauer Sandstein ziert die Vorderseite des Sockels das in Erz gegossene Bildnis des Kaisers Friedrich III. Am 11. Mai 1896 wurde das Denkmal feierlich enthüllt.
Bei einem Besuch in Friedeberg wurde der hochrangige preußische Baubeamte Friedrich Adler vom Ministerium der öffentlichen Arbeiten auf den jungen Dennert aufmerksam und empfahl ihn für den Wettbewerb um die Gestaltung des Turmbläserbrunnens in Bremen. Er gewann den ersten Preis und erhielt den Auftrag für die Ausführung der drei um einen Kirchturm gruppierten, mittelalterlichen Turmbläser.
Für den Bremer Bürgerpark erhielt er dann auch noch den Auftrag für den „Kinderbrunnen“ aus Marmor, der ein etwa zehnjähriges Mädchen darstellt, das um die ersten Gehversuche des nackten Brüderchens bemüht ist. Nach dem Krieg wurde das Werk von Soldaten der Besatzungsmächte zerstört. Weite Kreise wurden auf ihn aufmerksam, er erhielt weitere Aufträge.

## Werk
Zu seinen Werken zählen:
- Plastiken für die Charlottenburger Schloßbrücke
- die allegorischen Figuren „Schiffahrt und Handel“ für den Neubau des preußischen Herrenhauses
- einige ornamentale Arbeiten für das Zeughaus

Daneben war es besonders die Unternehmer-Familie Krupp in Essen, von dem der Künstler Aufträge erhielt:
- zwei Brunnen mit Tierdarstellungen im Park der Villa Hügel in Essen-Bredeney
- vier Hermen als Allegorien der vier Temperamente, gruppiert um eine mächtige Vase, die ein blasender Triton bewohnt
- Sphingen-Paar am Eingang der Bibliothek der Villa Hügel
- verkleinerte Version des Kaiser-Wilhelm-Denkmals in Bronze und Schmuckplastiken für das Bootshaus der Firma Krupp in Kiel

Weitere Werke aus der Hand Max Dennerts sind:
- zwei Reliefs „Morgen“ und „Abend“, die nach Paris gingen
- einen Narzißbrunnen (Figur aus Bronze, Unterbau aus Stein), erworben von einem Kunstfreund in Halle (Saale)
- „Die Nymphe Echo“ (in ähnlicher Ausführung) und „Amor schläft“ (in Marmor)
- mehrere Büsten, darunter eine von der Mutter des Bildhauers
- eine Plakette des Staatsministers von Posadowsky
- schlichtes Grabmal (Bronze und deutscher Marmor) für die Eltern Dennerts auf dem Neuen Friedhof in Friedeberg
- als Stele ausgeführtes Kreuz für die Gutsherrin von Schönrade (sein letztes Werk)

## Galerie

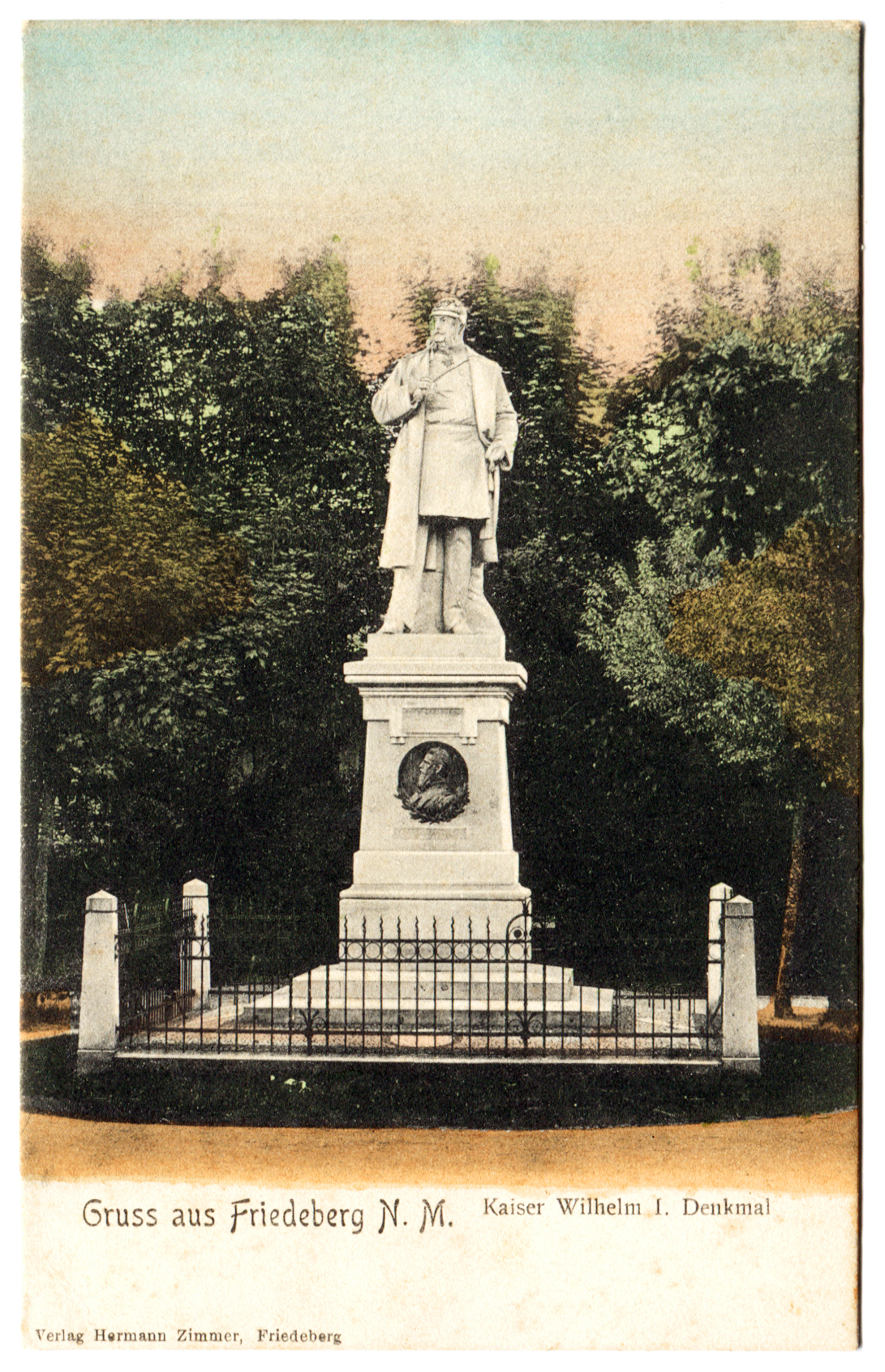
Denkmal für Kaiser Wilhelm I. in Friedeberg (Neumark) auf einer historischen Ansichtskarte
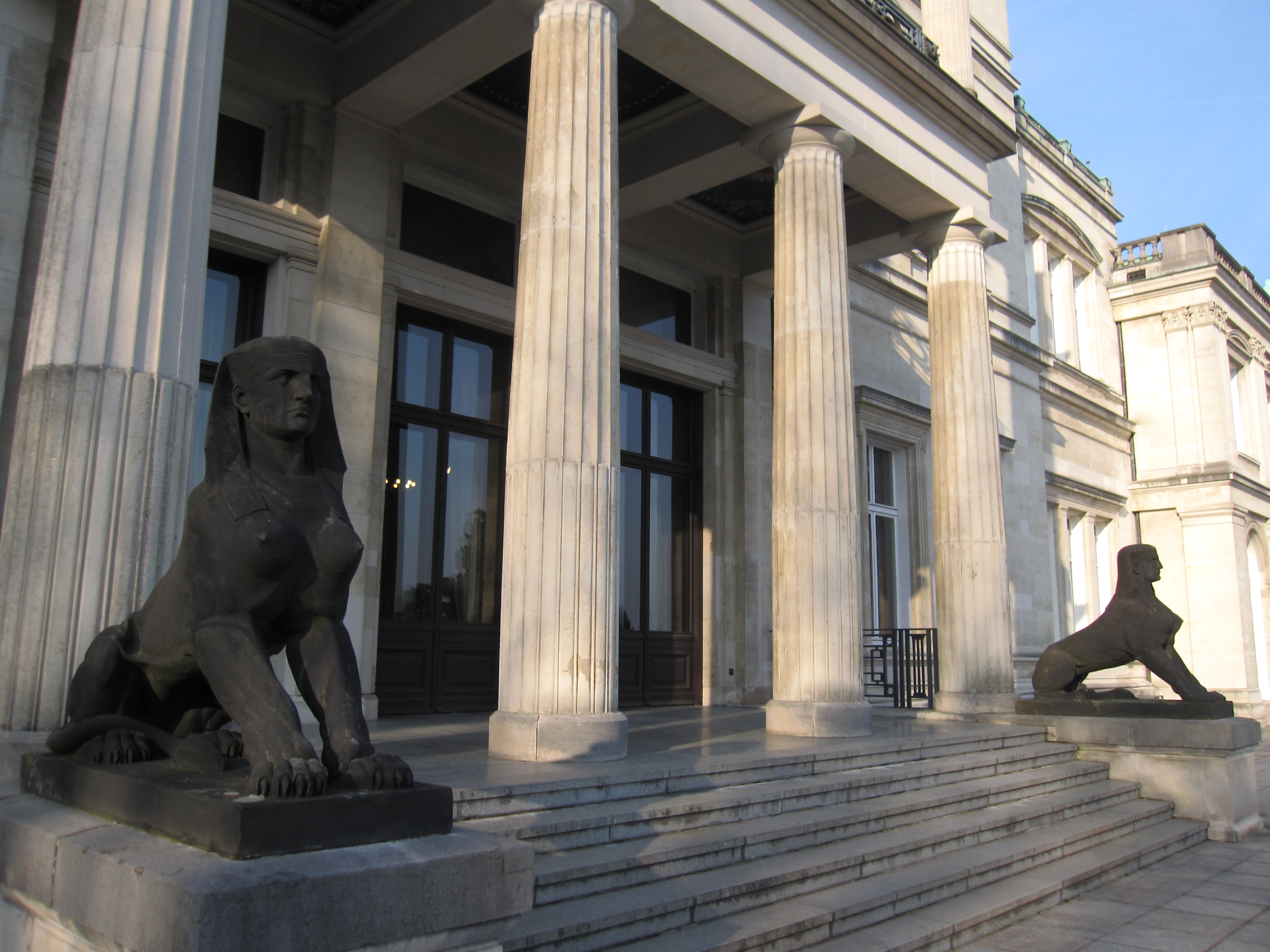
Sphingen-Paar am Eingang der Bibliothek der Villa Hügel in Essen-Bredeney
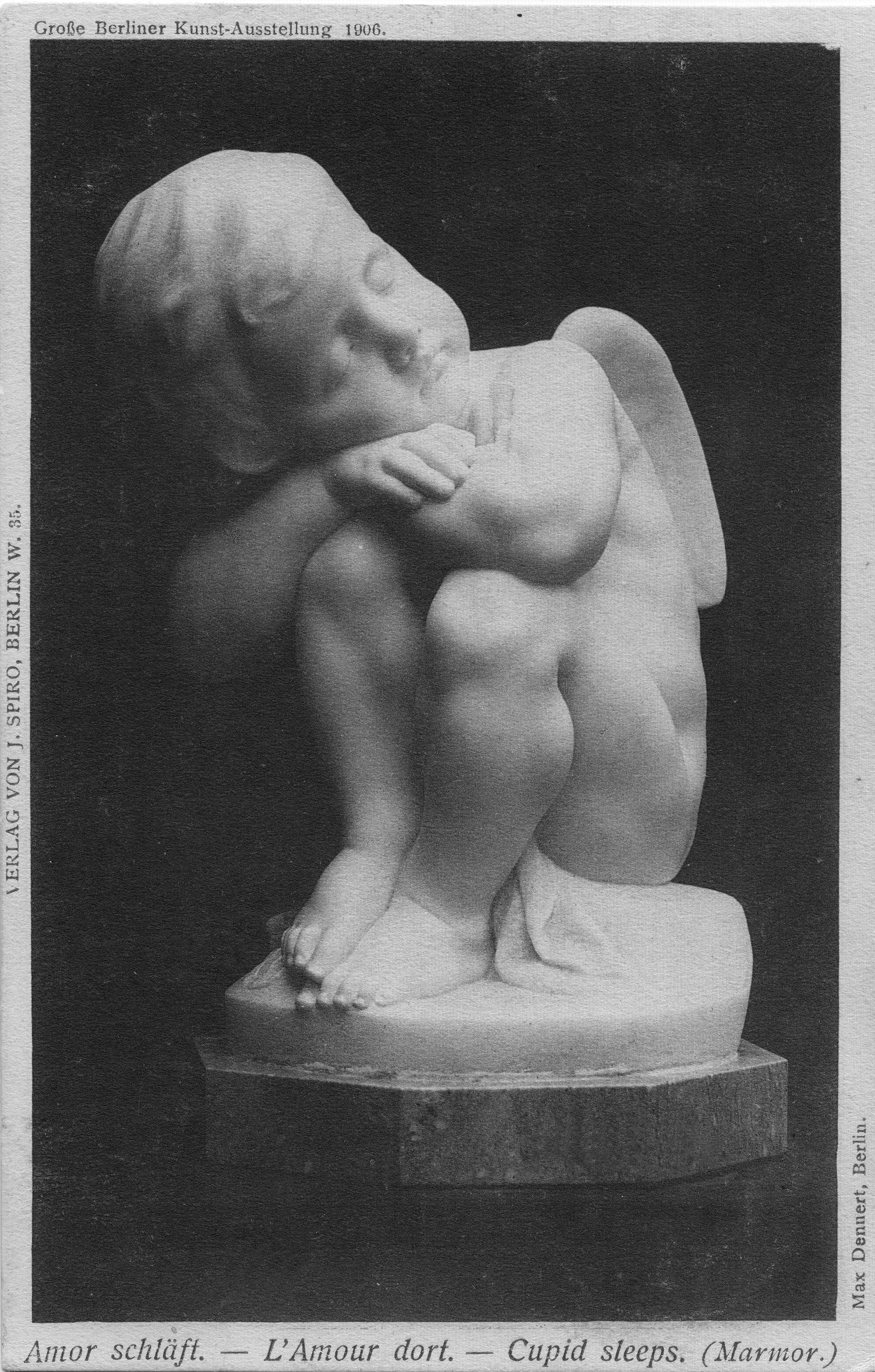
„Amor schläft“ (Faksimile einer Kunstpostkarte aus dem Jahre 1908)
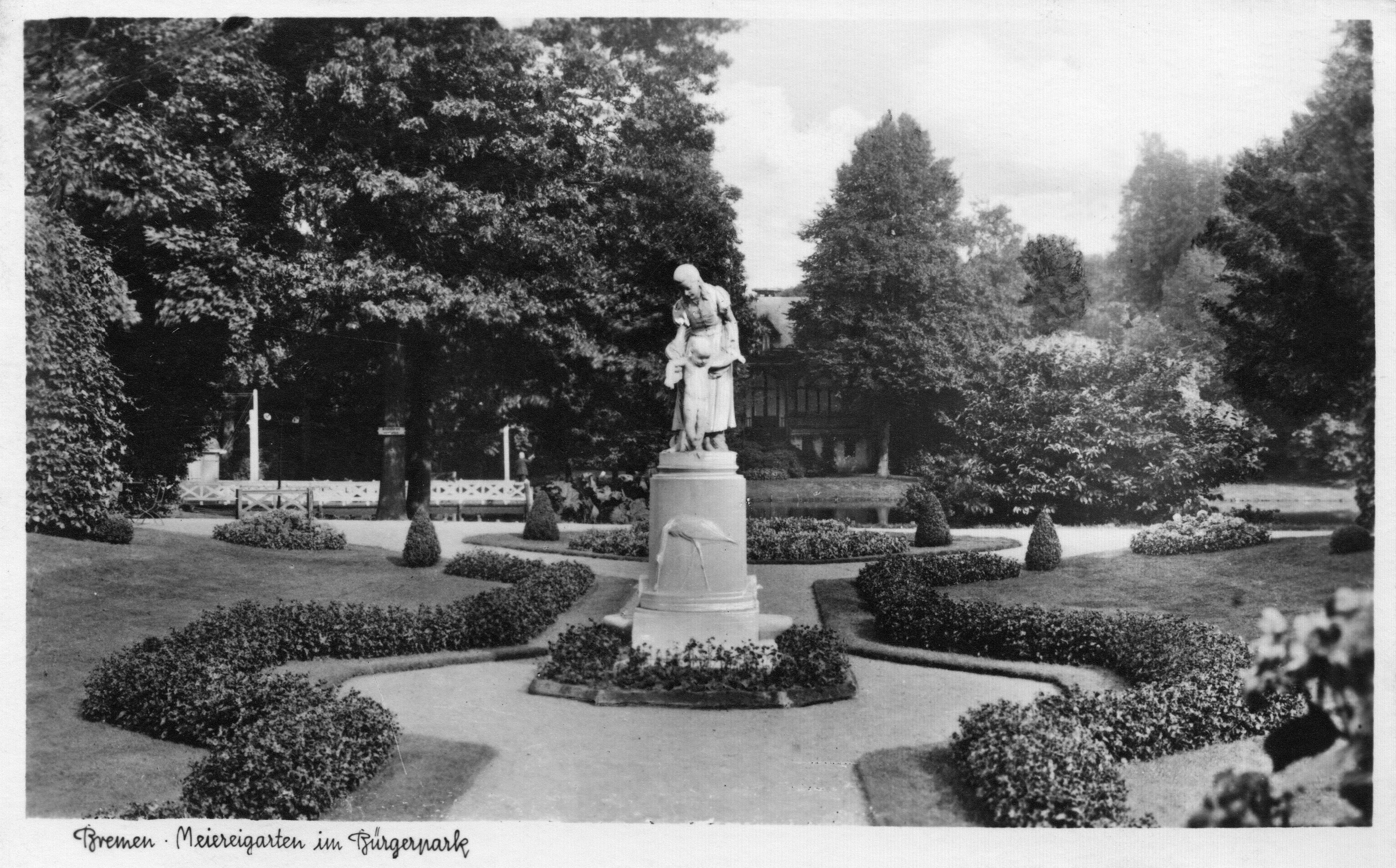
„Kinderbrunnen“ in Bremen (Kopie einer Ansichtskarte aus dem Jahr 1945)